# Lojze Marinček
Lojze Marinček (tudi Alojzij Marinček), slovenski gozdar, fitocenolog in politik, * 23. april 1932, † 8. april 2023.
1959 diplomiral na gozdarskem oddelku Biotehniške fakultete v Ljubljani. Doktoriral je leta 1976 na Univerzi v Beogradu s tezo Gozdne združbe na klastičnih sedimentih v jugovzhodni Sloveniji. 
Na Biološkem inštitutu Slovenske akademije znanosti in umetnosti (nekaj kasneje Biološki inštitut Jovana Hadžija ZRC SAZU) se je zaposlil leta 1973, kjer je leta 1985 prejel naziv znanstvenega svetnika.
Med letih od 1997 do konca leta 2000 je bil minister za znanost in tehnologijo Republike Slovenije. Od decembra 1998 do marca 1999 je bil v. d. ministra za obrambo. Upokojil se je leta 2001.